# Izatovci
Izatovci (cyr. Изатовци) – wieś w Serbii, w okręgu pirockim, w gminie Dimitrovgrad. W 2011 roku liczyła 28 mieszkańców.